# Przyjazny Ojciec
Przyjazny Ojciec (kor. 친근한 어버이; ang. Friendly Father) – północnokoreańska piosenka popowa, pełniąca również funkcję hymnu propagandowego wychwalającego najwyższego przywódcę kraju Kim Dzong Una. Premiera miała miejsce 16 kwietnia 2024 roku. Słowa do piosenki napisał An Pun Hui, natomiast muzykę skomponował Jong Chun Il.

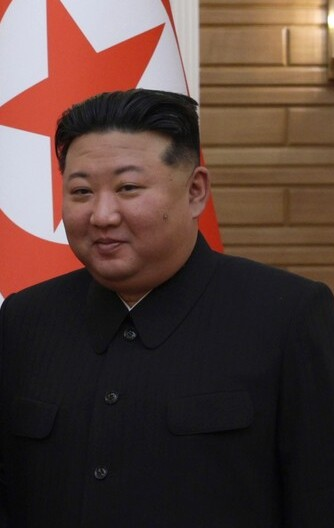
Kim Dzong Un (2024)

## Wydanie
Piosenka zadebiutowała 16 kwietnia 2024 roku, została zaśpiewana przez Kim Ryu Kyonga podczas ceremonii otwarcia 10 000 nowych mieszkań w dzielnicy Hwasong w Pjongjangu. Następnego dnia piosenka została wyemitowana w państwowej Koreańskiej Centralnej Telewizji, co umożliwiło jej szersze dotarcie do odbiorców.

## Odbiór
Piosenka zdobyła popularność na platformie TikTok, gdzie została przekształcona w mem internetowy. Utwór ten został zakazany w Korei Południowej.